# Deutsche Gesellschaft für Geotechnik
Die Deutsche Gesellschaft für Geotechnik e. V. (DGGT) beschäftigt sich mit der Wissenschaft und Praxis bei der Nutzung von Boden und Fels als Baugrund und Baustoff.

## Geschichte
Sie wurde 1950 als Deutsche Gesellschaft für Erd- und Grundbau e. V. (DGEG) gegründet. Sitz nach der Gründung in Karlsruhe war bis 1961 Hamburg und dann Essen.
Hauptzweck ist die Förderung der Geotechnik in Forschung, Lehre, Wirtschaft und Verwaltung. In diesem Sinn sieht sie sich als Sprachrohr und Interessenvertretung der Geotechnik gegenüber politischen Gremien, in der Öffentlichkeit, im Hochschulbereich, in der Industrie und gegenüber den Medien.
Die DGGT will die wissenschaftliche Erforschung des Baugrundes, des Bodens und des Felses und deren Verhaltens unter Beanspruchungen aller Art fördern. Weiterhin setzt sie sich für eine Verbesserung der Berechnung und Gestaltung der Erd- und Felsbauten und der Fundierung von Bauwerken mit dem Ziel einer sicheren, sparsamen und umweltfreundlichen Bauweise ein.
Die DGGT gliedert sich in die sechs Fachsektionen:
- Fachsektion 1: Bodenmechanik
- Fachsektion 2: Erd- und Grundbau
- Fachsektion 3: Felsmechanik
- Fachsektion 4: Ingenieurgeologie (gemeinsame Fachsektion von DGGT und DGG)
- Fachsektion 5: Kunststoffe in der Geotechnik
- Fachsektion 6: Umweltgeotechnik.

Diese Sektionen umfassen etwa vierzig Arbeitskreise, in denen Empfehlungen (abgekürzt mit EA für „Empfehlungen des Arbeitskreise …“) und Richtlinien zu besonderen Fragestellungen erstellt werden. Die DGGT stellt ihre Arbeitskreise dem Deutschen Institut für Normung e. V. für die nationale und internationale Normungsarbeit zur Verfügung. Zu den Arbeitskreisen gehört der Arbeitskreis „Pfähle“ (AK 2.1), dessen Empfehlungen unter der Abkürzung EA-Pfähle bekannt sind, der Arbeitskreis „Ufereinfassungen“ (AK 2.2), der mit der Hafenbautechnischen Gesellschaft (HTG) die Empfehlungen des Arbeitsausschusses Ufereinfassungen (EAU) herausgibt, und der Arbeitskreis „Baugruben“ (AK 2.4), dessen Empfehlungen unter der Abkürzung EAB bekannt sind.
Der DGGT gehören Einzelpersonen als ordentliche Mitglieder, Unternehmen als außerordentliche Mitglieder, Institute, Verbände und Behörden als Förderer an. Derzeit hat die DGGT ca. 2000 Mitglieder.
Sie ist Mitglied der „International Society for Soil Mechanics and Geotechnical Engineering“, der „International Society for Rock Mechanics“, der „International Association for Engineering Geology and the Environment“ und hat ein „German Chapter“ der „International Geosynthetics Society“.
Die DGGT veranstaltet im zweijährlichen Turnus die Baugrundtagung.
Sie gibt eine viermal jährlich erscheinende Zeitschrift Geotechnik heraus (gegründet 1978).
Vorläufer der DGGT war der 1927 gegründete Deutsche Ausschuß für Baugrundforschung, aus dem 1928 die Deutsche Gesellschaft für Bodenmechanik (Degebo) hervorging, die in Deutschland frühe Normungsarbeit im Grundbau leistete. Zu den Gründern der DGGT zählen der Oberbaudirektor Erich Lohmeyer, Hans Lorenz (TU Berlin) und Arnold Agatz (Hafenbautechnische Gesellschaft). Der von 1971 bis 1979 als Vorstandsvorsitzender der Bilfinger + Berger Bau AG tätige Wilhelm Klöckner (* 1913) gehörte ebenfalls dem Vorstand der DGGT an.

## Vorsitzende
- 1950 bis 1960: Erich Lohmeyer
- 1960 bis 1978: Hans Werner Koenig
- 1978 bis 1990: Ulrich Smoltczyk
- 1990 bis 2002: Walter Wittke
- 2002 bis 2010: Manfred Nußbaumer
- 2010 bis 2014: Georg Heerten
- 2014 bis 2022: Wolfgang Sondermann
- seit 6. Oktober 2022: Christian Moormann